# Famille Vitturi
 (juillet 2024).
La famille Vitturi  (ou Vetturio) est une famille patricienne de Venise, originaire de Trogir en Dalmatie et serait arrivée en lagune par Altino.

## Historique
En 1151, Giovanni, Marin, Orlando et Silvestro Vitturi furent parmi les nobles qui souscrivirent l' acte de quietanza, fait par le doge Morosini aux nobles de Ca' Basegio. 
Un Daniele Vitturi battit en 1260 la flotte unie des Génois et des Pisans, pillant huit navires des premiers et cinq des seconds. En remerciement, la famille fut agrégée à la noblesse dominante en 1270. En 1297, elle fut incluse au Maggior Consiglio, lors de sa clôture.

## Personnalités
Cette famille donna naissance à des dignitaires importants qui recouvrirent des charges civiles, militaire et ecclésiastiques :
- Un Lampridio fut évêque de Traù en 1315 ;
- un Raniero de Bartolomeo Vitturi réussit en 1442 à porter le nombre des Procurateur de Saint-Marc de six à neuf ;
- Un Giovanni, élu en 1510 provéditeur au Frioul, arrêta alors les ennemis près de Cormons; en 1513, il vint à l'aide de la ville d'Udine, menacée par les Allemands; en 1514, il prît dans un rencontre le général Cristoforo Frangipane; en 1527 il alla au secours du pape Clément VII, assiégé; en 1528, il assura la garde de Barletta et d'autres endroits maritimes de la Pouille, conquis par l'armée vénitienne au service des Français; en 1531, sous accusation de peculatu(it) fuit près de Ferdinand Ier, qui le créa chevalier et capitaine en Hongrie où il battit les Turcs; en 1537, ayant été rappelé à Venise, il fut fait général d'armée dans le Golfe; en 1539, duc de  Candie; il mourut en 1542 et fut enterré en l'église San Canciano.
- un Lorenzo de Daniele Vitturi fut archevêque de Candie en 1595 et secourut avec efficacité sa communauté de fidèles frappée par une épidémie de peste.

Après la chute de la République, le gouvernement impérial autrichien reconnut leur noblesse par R.S. du 16 décembre 1817.

## Armes

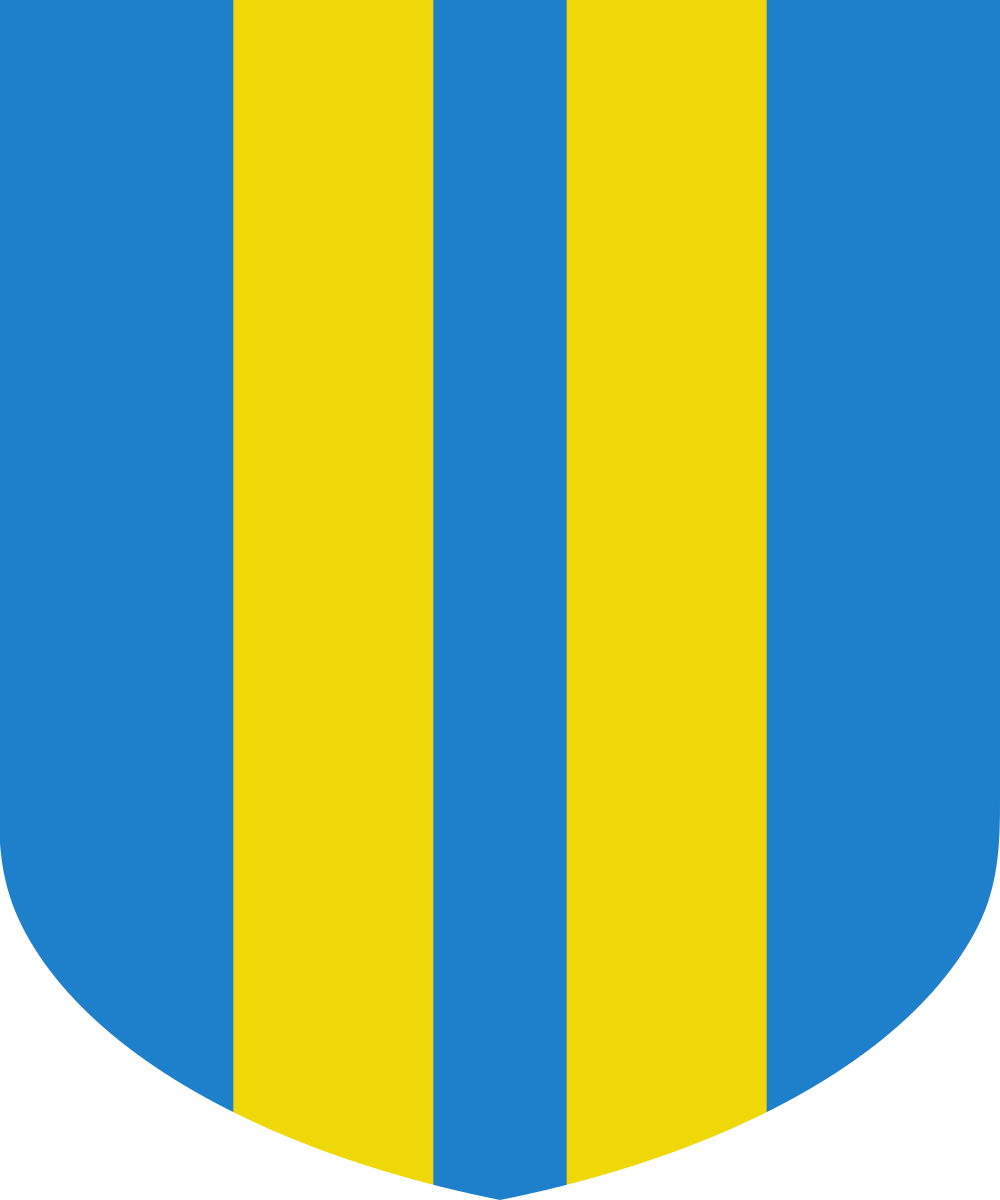
Armes des Vitturi.

Les armes des Vitturi  se blasonnent ainsi : d'azur à deux pals d'or. D'autres branches portent d'or à deux pals d'azur.

## Demeures

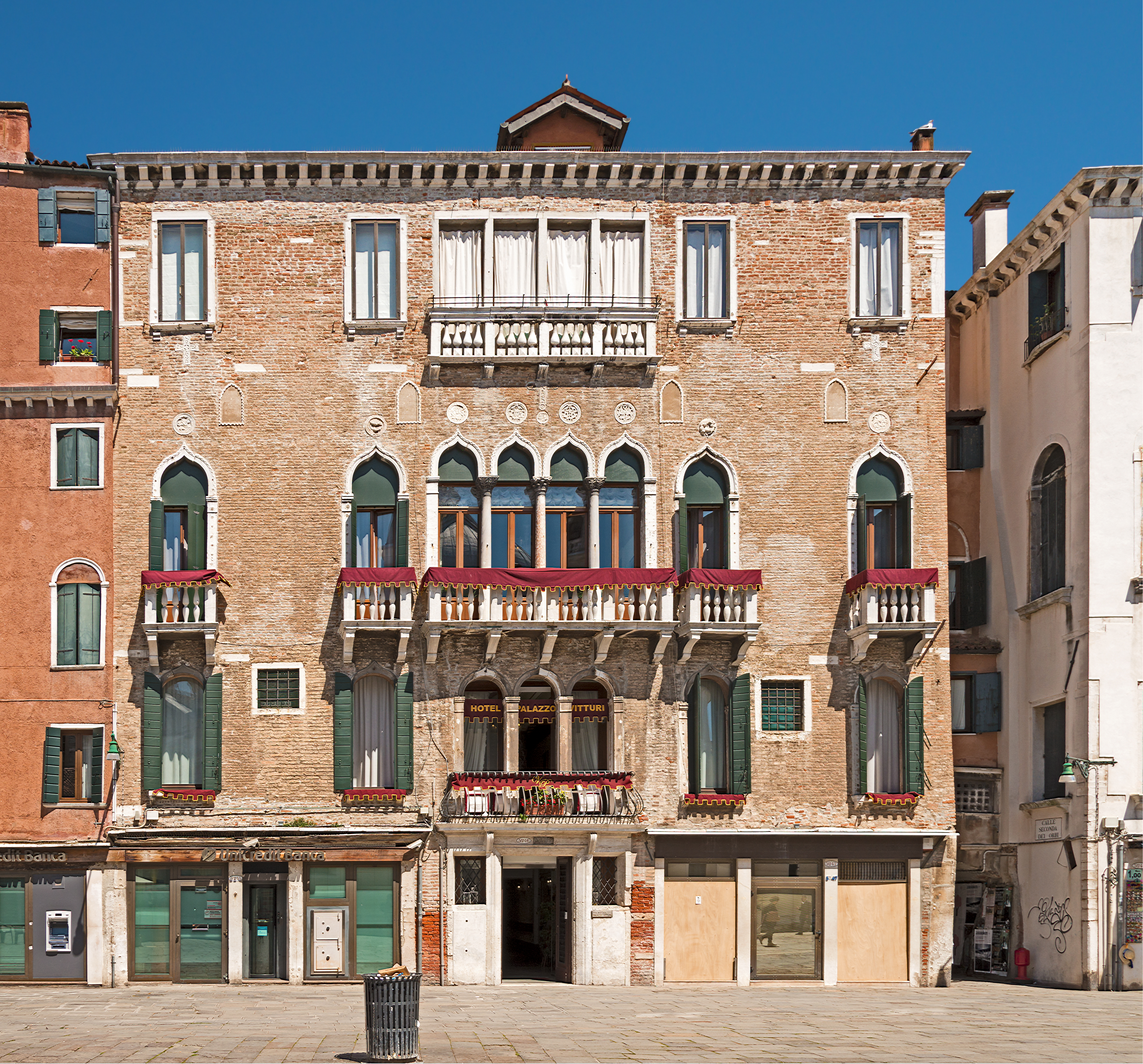
Palais Vitturi campo Santa Maria Formosa

- Palais Vitturi